# ساب آئرو-ایکس
ساب آئرو-ایکس (Saab Aero-X) خودرویی است که در سال‌های ۲۰۰۶تولید شده‌است. طراحی آن موتور جلو، خودرو چهار چرخ محرک بوده طول آن در حالت طبیعی ۴٬۶۷۵ میلیمتر (۱۸۴٫۱ اینچ) و عرض آن در حالت طبیعی ۱٬۹۱۸ میلیمتر (۷۵٫۵ اینچ) و ارتفاع آن در حالت طبیعی ۱٬۲۷۶ میلیمتر (۵۰٫۲ اینچ) است. سیستم جعبه‌دندهٔ آن ۷ دنده به صورت دستی است.

## نگارخانه

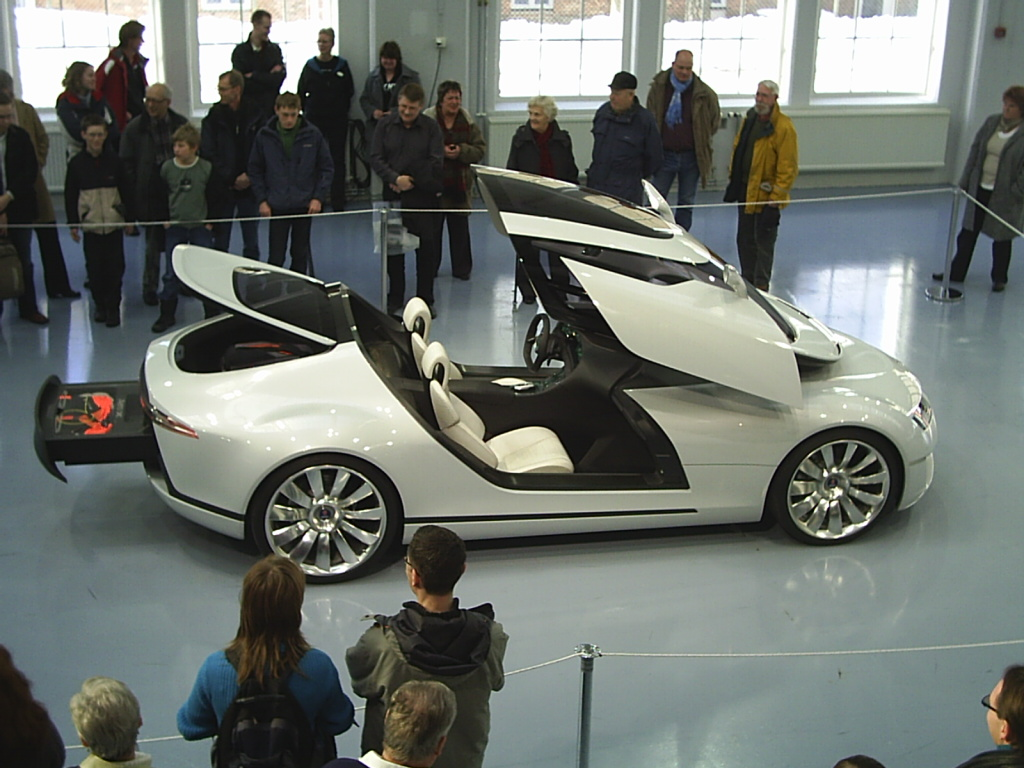